# Thenmarachchi

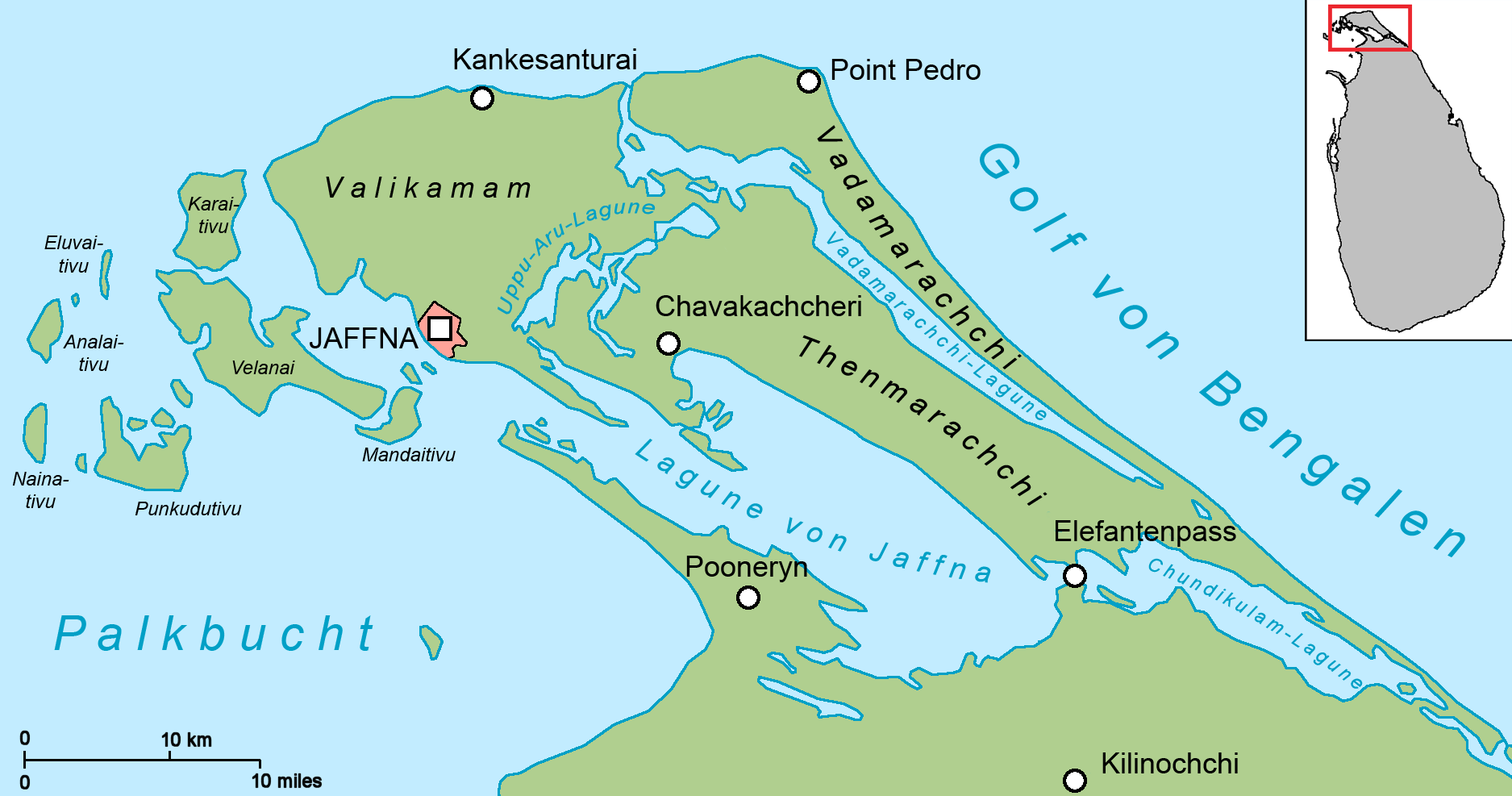
Karte der Jaffna-Halbinsel

Thenmarachchi (Tamil: தென்மராட்சி Teṉmarāṭci [ˈtenməraːʈʂi]) ist eine Region auf der Jaffna-Halbinsel in der Nordprovinz Sri Lankas.
Die Thenmarachchi-Region nimmt den südöstlichen Teil der Jaffna-Halbinsel ein und hat eine Fläche von 385 Quadratkilometern. Thenmarachchi wird durch die Vadamarachchi-Lagune von der Region Vadamarachchi im Norden und durch die Uppu-Aru-Lagune von der Region Valikamam im Westen getrennt. Im Süden liegt die Lagune von Jaffna. Die größte Stadt ist Chavakachcheri. Verwaltungsmäßig gehört der Nordteil Thenmarachchis (Division Thenmarachchi) zum Distrikt Jaffna, der Südteil (Division Pachchilaippalli) zum Distrikt Kilinochchi. Die Einwohnerzahl liegt bei rund 73.000 (Stand 2012).